# Schizomavella
Schizomavella är ett släkte av mossdjur som beskrevs av Ferdinand Canu och Ray Smith Bassler 1917. Schizomavella ingår i familjen Bitectiporidae.
Släktet Schizomavella indelas i:
- Schizomavella acuta
- Schizomavella alexandriae
- Schizomavella ambita
- Schizomavella arrogata
- Schizomavella asymetrica
- Schizomavella auriculata
- Schizomavella aurita
- Schizomavella collina
- Schizomavella cornuta
- Schizomavella cristata
- Schizomavella decorata
- Schizomavella discoidea
- Schizomavella fischeri
- Schizomavella gautieri
- Schizomavella globifera
- Schizomavella halimedae
- Schizomavella hastata
- Schizomavella hondti
- Schizomavella incompta
- Schizomavella lata
- Schizomavella linearis
- Schizomavella mamillata
- Schizomavella marsupifera
- Schizomavella monoecensis
- Schizomavella neptuni
- Schizomavella ochracea
- Schizomavella ortmanni
- Schizomavella perspicua
- Schizomavella porifera
- Schizomavella pseudoneptuni
- Schizomavella quincuncialis
- Schizomavella robertsonae
- Schizomavella rudis
- Schizomavella sarniensis
- Schizomavella simplex
- Schizomavella sinapiformis
- Schizomavella sinica
- Schizomavella subsolana
- Schizomavella teresae
- Schizomavella torquata
- Schizomavella triangularis
- Schizomavella triavicularia
- Schizomavella umbonata